# Aïs-mineur
aïs-mineur of aïs-klein (afkorting: A♯m) is een toonsoort met als grondtoon aïs.

## Toonladders
De voortekening telt zeven kruisen: fis, cis, gis, dis, aïs, eïs en bis. Het is de parallelle toonaard van Cis-majeur. De enharmonisch gelijke toonaard van aïs-mineur is bes-mineur.
Er bestaan drie mogelijke varianten van aïs-mineur:
- Natuurlijke mineurtoonladder: aïs - bis - cis - dis - eïs - fis - gis - aïs

- Harmonische mineurladder: aïs - bis - cis - dis - eïs - fis - gisis - aïs

- Melodische mineurladder: aïs - bis - cis - dis - eïs - fisis - gisis - aïs